# ستيف أشايم
ستيف أشايم (بالإنجليزية: Steve Asheim)‏ هو موسيقي وعازف بيانو وطبال أمريكي، ولد في 17 يناير 1970 في فريهولد في الولايات المتحدة.

## وصلات خارجية
- ستيف أشايم على موقع IMDb (الإنجليزية)
- ستيف أشايم على موقع ميوزك برينز (الإنجليزية)
- ستيف أشايم على موقع أول ميوزيك (الإنجليزية)
- ستيف أشايم على موقع ديسكوغز (الإنجليزية)